# Mohamed próféta
Mohamed próféta (Mekka, 570 – Medina, 632. június 8.) az iszlám vallás legfőbb prófétája. Teljes arab neve: محمد بن عبد الله بن عبد المطلب بن هاشم بن عبد مناف القرشي – „Muḥammad ibn ʿAbd Allāh ibn ʿAbd al-Muṭṭalib ibn Hāšim ibn ʿAbd Manāf al-Qurašī” kiejtéseⓘ.
Mohamed fellépése korszakalkotó esemény az arabok és a világ történelmében: az általa alapított iszlám az évszázadok folyamán világvallássá fejlődött, melynek több mint 1,8 milliárd híve vallja, hogy „egy az Isten, és Mohamed az ő prófétája”.
Mohamedet az iszlámban Isten küldöttének (raszúl Alláh) és a próféták pecsétjének, azaz az utolsó prófétának tekintik, aki az Ó- és Újszövetség után tolmácsolta az emberiség számára Isten üzenetét, a Koránt. Mohamed fellépése azonban nem csak vallási szempontból rendkívüli, birodalomalapítóként is számon tartjuk: a halála előtti tíz évben sikerült egyesítenie az addig széttagolt arábiai törzseket, amelyeket ő és utódai, a kalifák állammá szerveztek. A kalifák az új vallás nevében sikeres hódító hadjáratokat vezettek, és óriási területeket uraltak Ázsiában, Afrikában és Európában is.

## Élete a szent iratok szerint

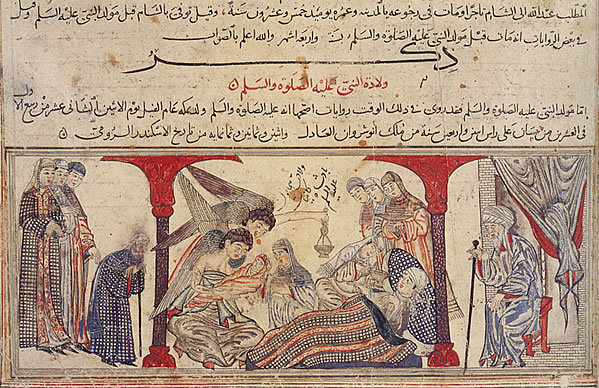
Mohamed születése, arab miniatúra

Már a középkorban is elismerte néhány muszlim tudós, hogy a Próféta életét illetően nem minden adat világos. A születési dátuma nem biztos, csak annyit lehet sejteni, hogy ez valamikor 570-ben, egy hétfői napon az "elefánt éve" körül lehetett. Ez annak tudható be, hogy először 150 évvel a halála után íródtak róla az első életrajzok, melyek ráadásul nagyrészt régi elbeszéléseken alapultak.

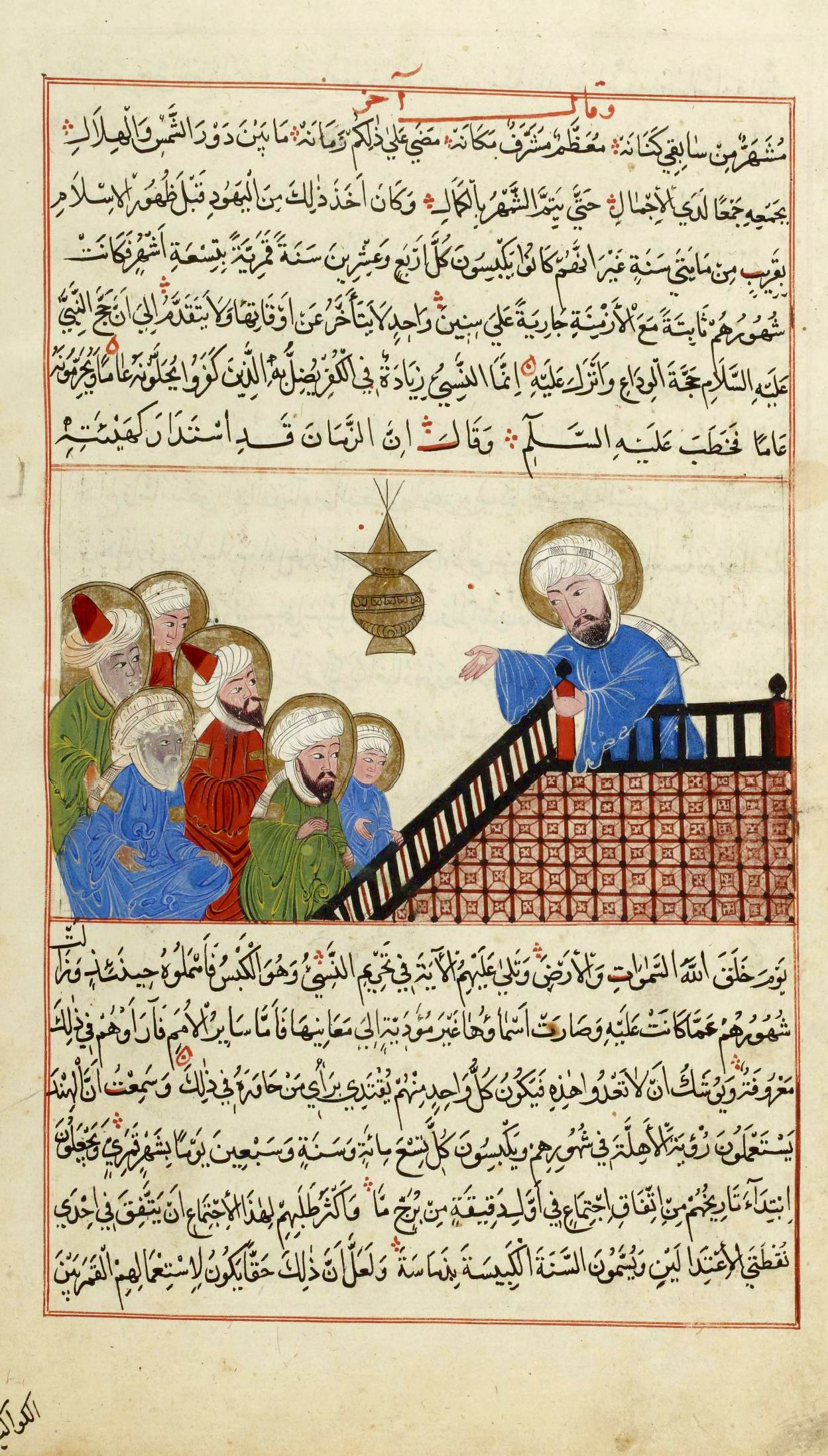
Mohamed próféta prédikáció közben

Mohamed a legenda szerint közvetlen leszármazottja volt Ábrahám prófétának, a három világvallás ősatyjának, elsőszülött fián, Izmáelen keresztül. Mohamed tehetős családba született, a kurajs törzsbeli Abdallah és Amína fiaként, Mekkában (a mai Szaúd-Arábiában). Főleg karavánok ellátásából éltek. Árvaként nőtt fel, hiszen apja még a születése előtt meghalt. Mekka hagyományainak megfelelően a gyermeket egy Halima al-Szadia nevű dajka magával vitte a falujába, ahol néhány évet töltött. Hatéves korában édesanyja meghalt, és így nagyapja, Abdul-Muttalib gondjába vette, de ő is meghalt, amikor unokája 8 éves volt, ezért Abu Talib, a legidősebb nagybátyja nevelte.
Mohamed foglalkozása kereskedő volt. Huszonöt évesen feleségül vette munkaadóját, a 40 éves özvegyet, Hadídzsát, attól kezdve rengeteget utazott. Tőle hat gyermeke született: két fiú (Abdalláh és al-Kászim), akik mindketten fiatalon hunytak el, továbbá négy lány (Rukajja, Umm Kulszúm, Zajnab és Fátima). A lányok közül Fátima volt a kedvence, akinek a férje, Ali később kalifa lett. Hadídzsa halála után még tíz felesége volt, többségüket politikai szövetségek érdekében vette el. A legkedvesebbet Ajsának hívták, ő a próféta legjobb barátjának, Abu Bakrnak a leánya volt.
Tizenöt év elteltével egyre gyakrabban tért vissza a Hira hegyre: itt jelent meg előtte Gábriel arkangyal, hogy 20 éven keresztül ismertesse vele Isten szavait. Ez 114 szúrát (fejezetet), és 6348 áját (verset) tartalmaz, és ezek összességét Koránnak nevezzük. Ekkor már jelentős csoport alakult körülötte, melynek tagjai muszlimnak (=aki belenyugszik Allah akaratába), nevezték magukat. A legelső muszlimok köre a szahába volt (jelentése: társak). Összeütközésbe kerültek a többistenhívő Mekka lakóival, akik kegyetlenkedni kezdtek Mohameddel és követőivel, így 622-ben Jaszriba, a későbbi Medinába menekülnek (ez volt a hidzsra). Ekkor kezdődik az iszlám időszámítás. 630-ban Mohamed győztesen tért vissza Mekkába.
Lerombolta a régi jelképeket, és helyreállította a Kába szentélyt, melyet maga Ábrahám emelt. Életrajzai kiváló tömegszónokként és kivételes képességekkel megáldott emberként emlékeznek rá, aki nemcsak hadvezér, de férj, családapa is volt. Emellett kitűnő pedagógiai képességekkel is rendelkezett.

## Mohamed cselekedetei, tanításai

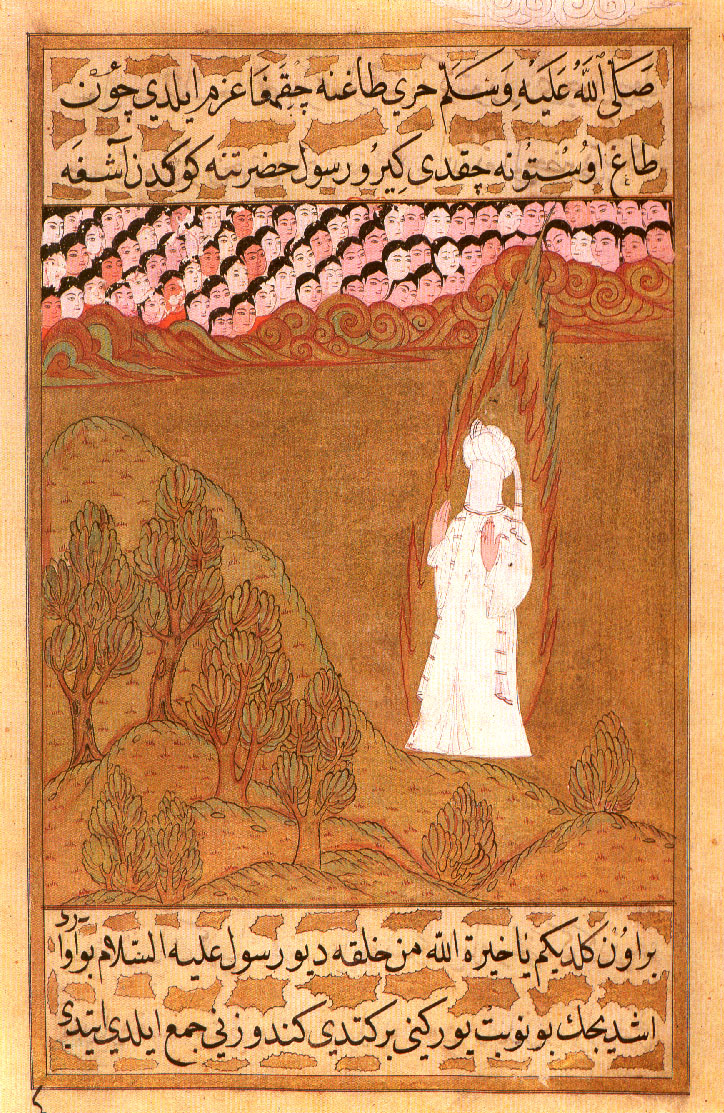
Mohamed ábrázolása egy 1595-ben készült török miniatúrán, a Korán szigorú értelmezése szerint tiltott minden élőlény ábrázolása

Alapvetően a Próféta egy magányt kereső, töprengő ember volt, gyakran voltak álmai és látomásai. Bár kezdetekben nem ismerte az "igaz hitet", elutasította a mekkai bálványokat, és azok imádását. 610 körül, tehát negyvenéves korában megjelent neki Gábriel arkangyal, a Korán 96. szúrájának első 5 versével, ezzel kezdődött meg a Korán kinyilatkoztatása, illetve Mohamed prófétasága.
Tanításaiban kezdetben a monoteizmus hangsúlyozása kapta a legnagyobb szerepet. Elutasította Jézus isteni származását és a szentháromságot.
"Azt mondják: <<Allah fiat nemzett.>> Magasztaltassék! Ő az, aki nem szorul rá semmire. Az Övé mindaz, ami az egekben és a földön van."
Jézust a próféták közé sorolta:
"Ti írás birtokosai! Ne lépjétek túl a határt a ti vallásotokban, és ne mondjatok Allahról mást, csak az igazságot! Jézus, a Messiás, Mária fia küldötte Allahnak, és az Ő szava, amit sugalmazott Máriának, és lélek Tőle."
Az emberek egyenlőségét hirdette, akik csak az istenfélelemben különböznek egymástól Isten előtt:
„Ti emberek! Férfitől és nőtől teremtettünk benneteket s népekké és törzsekké tettünk benneteket, hogy ismerjétek meg egymást! Allah előtt az a legnemesebb közületek, aki a legistenfélőbb." Ezért követői kezdetben főként a szegény és szolgasorban élők közül kerültek ki.
Az ember és az Isten közvetlen kapcsolatát hangoztatta, a közvetítők (gyóntatók, egyházi személyek, szentek) szerepét elvetette.
"Megteremtettük hajdan az embert és tudjuk, mit sugall neki a lelke. Mi közelebb vagyunk hozzá, mint a nyaki ütőere"
Az iszlámot öt pillérrel határozta meg, ezek a muszlimok előírt kötelességei: a tanúságtétel (tanúsítani Isten egyedüliségét és Mohamed prófétaságát), a napi öt ima, a zakat (adományozás a rászorulóknak), a böjtölés Ramadán hónapban és a zarándoklat a Kába szentélyhez.
A hitnek hat alaptételét határozta meg: Hit Allahban, az angyalokban, Allah prófétáiban (közülük a Korán 25-öt említ meg név szerint), Allah Könyveiben (Tóra, Evangéliumok, Zsoltárok, Ábrahám és Mózes lapjai és tekercsei, valamint a Korán), a Végső Napban és a sorsban, ami az iszlámban nem azonos a predesztináció elvével.

### Mohamed Mekkában
Mekkában nyilvános fellépése során a végítélet napját és a paradicsombeli boldogságot hirdette, valamint megtérésre és jó cselekedetekre hívta fel honfitársait, hogy ezáltal szabaduljanak a kárhozat veszedelmétől. Azonban tetteivel nemcsak hívei számát szaporította, hanem ellenségeket is szerzett vele. Kigúnyolták a régi istenekkel való szakítása miatt, amiben városuk (Kába) kultuszára nézve veszedelmet láttak. Mohamed ellenséges indulatukat azzal viszonozta, hogy az Isten ítéletét még félelmetesebbnek hirdette. Korábbi próféták (Hud, Szalih, Suaib, Lót, Noé) népét hozta példának, amelyet az Isten – megátalkodottságuk miatt – elpusztított. Magát Noénak nevezte – akit szintén kigúnyoltak az özönvíz előtt - és Mózessel hasonlította össze – aki szintén megátalkodott és konok embereknek volt kénytelen prédikálni. Az ellenségeskedés odáig fajult, hogy első hívei közül egy csapat 617 tavaszán kivándorolt Abesszíniába (Etiópia), ahol a keresztény uralkodónál menedéket talált, Mohamedet pedig családjával, a hasimita ággal együtt kiközösítették a honfitársai. Követői közül ekkor újabb csapat vándorolt Abesszíniába, de Mohamed nem engedett tanításaiból. Prófétai igényekkel lépett fel, politikai terveket szőtt és vallásos rendszert igyekezett kiépíteni.
Vallását, Ábrahám vallása megújításának mondta, melynek Jézus (Isa) és János (Jahja), azaz Keresztelő Szent János a kiemelkedő prófétái.
A 619. év nehéz volt Mohamed életében. Ebben az évben halt meg felesége, Hadídzsa és nagybátyja, Abu Tálib, akik mindketten hű támaszai voltak. Mohamed elhatározta, hogy kivándorol Mekkából. Szándékaiban látomásai megerősítették. Erre az időre esett az a látomása, melyben az angyalok és dzsinnek hódolatukat mutatják be előtte, és amelyben egy éjjel megjárja Jeruzsálemet, és megfordul a mennyországban is. Előbb rövid időre Taifba költözött, majd amikor látta Jathrib város lakóinak tanai iránt tanúsított érdeklődését, az őt felkereső 75 jathribi emberrel az akabaí dombnál szövetséget kötött („békét békéért, vért vérért, ti az én, én a ti részetek vagyok”). 622. július 16-án, híveivel együtt kivándorolt (hidzsra = a muszlim időszámítás kezdete) Jathribba (később a próféta városának = Medinának nevezik), ahol már nemcsak próféta, hanem a városnak és a körülötte fekvő törzseknek teokratikus, azaz isteni alapon való uralkodója is lesz.

### Mohamed Medinában, az iszlám alapjai
Mohamed Medinában építi ki vallásrendszerét. A pogányok sokistenhitével szemben a kereszténység és a zsidó vallás monoteizmusához hasonlóan hirdeti, hogy egy az Isten. 

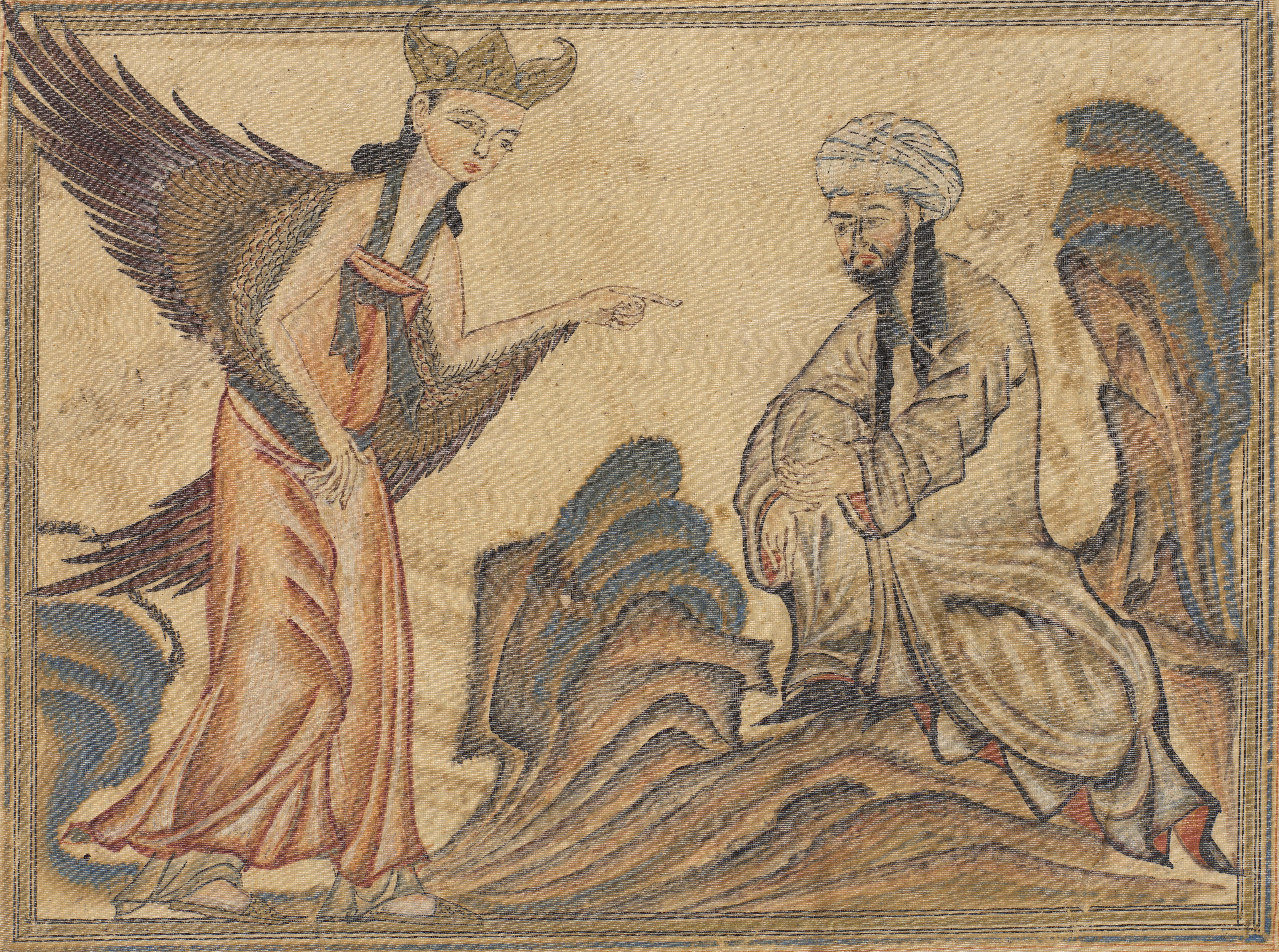
Gábriel arkangyal lediktálja a Koránt Mohamednek. 14. századi Perzsa miniatúra

Itt alakul ki a vallás jellege, az iszlám, azaz a feltétlen belenyugvás Allah akarata előtt (→etimológia). Itt hirdeti, hogy a kegyesség nem abban áll, hogy az ember arcát kelet vagy nyugat felé fordítja: az a kegyes, aki hisz Allahban, az utolsó ítéletben, az angyalokban, az írásban és a prófétákban; aki pénzét szeretetből megosztja hozzátartozói, az árvák, a szegények, az utazók, a koldusok és a foglyok között; aki elvégzi az imádságot és megfizeti a szegények adóját; aki megtartja azt, amit megfogadott, és minden szerencsétlenségben, bajban és üldözésben állhatatos marad. Itt ölt testet prófétai öntudata, és kapcsolódik bele az istenhitbe úgy, hogy próféta-volta nemcsak vallási, hanem politikai, világuralmi jogcímmé is nő. Itt proklamálja azokat a törvényeket, amelyeket Gábriel adott át számára, és azok ekkor lépnek életbe. Az ősi vérbosszúszokás helyére a vérdíjat teszi, szabályozza az örökösödési jogot, meghatározza, hogy az igazhitűeknek legfeljebb négy feleségük lehet, megszabja a Ramadán-havi böjtöt. Ekkor építették meg a muszlimok a világ első mecsetét is, melybe az imádság idején kikiáltó (müezzin) hívja a hívőket (az első müezzin neve Bilál volt), ahol azok egy előimádkozó vezetésével végzik nemcsak szavakból, hanem hozzá tartozó meghajlásokból is álló imádságukat.
Szintén Medinában ismerkedik meg alaposabban a zsidókkal és szokásaikkal. Annak érdekében, hogy megnyerje őket, elrendelte, hogy a hívők jom kippur böjtjét is tartsák meg (az iszlámban ezt asura napjának nevezik). A zsidók azonban nem ismerték el Mohamedet sem messiásuknak, sem prófétájuknak. Mohamed az imádkozás irányát Mekka felé helyezte, a korábban elrendelt jeruzsálemi iránytól, de asura napjának böjtölését megtartotta. Ettől függetlenül a kötelező böjt hava a Ramadán hónap, mert ebben a hónapban nyilatkoztatta ki a Koránt.

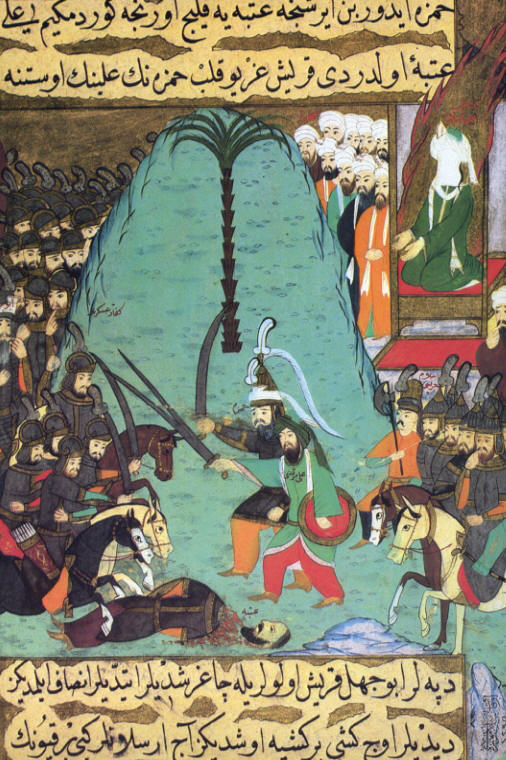
Mohamed a badri csatában

Hasonlóan változtatta a keresztényekkel szemben is álláspontját. Végül is azt az elméletet állította fel mindkét vallással szemben, hogy Allah Mózesnek éppúgy, mint Jézusnak kinyilatkoztatta magát, azonban híveik ezeket az isteni kinyilatkoztatásokat meghamisították (átírták). Ezek az „írások birtokában levő" vallások csak elferdített formában bírják az igazságot, a pogányokkal szemben azonban mégis előnyös helyzetben vannak, mert azok teljes sötétségben tévelyegnek.
Politikai céljait sem tévesztette szem elől. A medinaiaknak megengedte, hogy a mekkai karavánokat megtámadják, sőt a szent hónapi zarándoklatot megzavarókat is csak rendreutasításban részesítette. A mekkaiak Abu Sofján vezérlete alatt sereget állítottak fel, hogy leszámoljanak a karavánjaikat módszeresen fosztogató rablókkal, azonban Badr kútjánál, a badri csata során 624. március 16-án a medinaiaktól megsemmisítő vereséget szenvedtek. A zsákmány egyötöde a prófétáé, az árváké, szegényeké, vándoroké lett, a többit szétosztotta a harcosok között. A következő évben a mekkaiak Ohodnál arattak győzelmet a medinaiakon, és úgy határoztak, hogy Medinát ostrom alá fogják. Mohamed azonban árkok ásásával távol tartotta őket a város falaitól (Salman, egy perzsa származású muszlim javaslatára), így a mekkaiak eredmény nélkül vonultak el Medina alól (627).

### Mohamed győzelme
628-ban úgy határozott, hogy a szent hónapban Mekkába zarándokol. A mekkaiak fenyegető magatartást tanúsítottak vele szemben, és nem engedték be a városba. A mekkai vezetés, mivel tartottak tőle, megállapodott vele, hogy a következő évben, mint zarándokot, három napra beengedik Mekkába. Hogy ez a megállapodás állandósuljon, a próféta tíz évre fegyverszünetet kötött velük. 629-ben el is zarándokolt a városba, a következő évben pedig arra hivatkozva, hogy a megegyezés valamelyik pontját a mekkaiak nem tartották be, hadsereggel indult meghódítására.
Mekka nem tanúsított ellenállást. Mohamed megtisztította a szentélyt, kidobálta a bálványokat, de a lakóknak megkegyelmezett. Még ugyanabban az évben leverte az ellene szervezkedő törzseket és a keibari zsidókat.

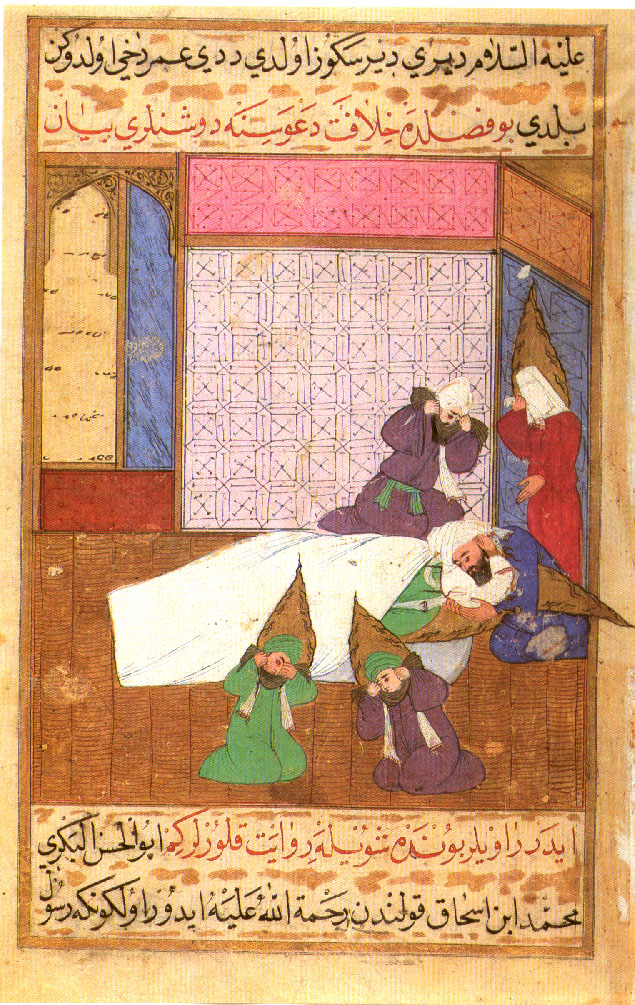
Mohamed halála, miniatúra, 1595

Győzelmei hírére az arab törzsek meghódoltak előtte és követségeket küldtek hozzá. Mohamed a követeket szívesen fogadta és arra kötelezte a küldőiket, hogy bálványaik helyett Allahot imádják, az ő prófétaságát ismerjék el, a napi öt imádságot előírás szerint végezzék el és fizessék meg kincstárába az adót.
A behódolókhoz megbízottakat is küldött, akik a szükséges rítusokra megtanították őket és beszedték az őt megillető adót. A legenda szerint ebben az időben szólította fel a Bizánci Birodalom császárát, az egyiptomi helytartót és a perzsa királyt is, hogy térjenek át az iszlámra, vejét, Alit pedig 631-ben Mekkába küldte és elrendelte, hogy a mekkai szent helyekre hitetlennek nem szabad a lábát tennie. Az ellen, aki nem ad szabad vallásgyakorlatot az iszlámnak, vagy aki megtámadja az iszlámot, háborút kell viselni.
632-ben, a nagy ünnep alkalmával járt utoljára Mekkában. Ekkor mondott prédikációjában szent életre, egymás testvéri megbecsülésére hívta fel hallgatóit és a házastársak egymás iránt való kötelességeiről is prédikált. Ennek a beszédnek rendkívüli jelentősége van az iszlám további alakulása, illetve a humanista erkölcstan fejlődése szempontjából is. Legkimagaslóbb és az iszlám erkölcstanára nézve legfontosabb részében, Mohamed az arab törzsrendszerrel kapcsolatos addigi társadalmi felfogást eltörli és helyébe az egyenlőség tanát helyezi: „Ó emberek! Íme Alláh eltávolította tőletek a hitetlenség korszakának híreskedését és a származásból merített pöffeszkedést. Mindnyájan Ádámtól származtok, Ádám pedig porból vette eredetét. Az arab embernek nincs semmi előbbrevalósága a nem arab fölött; Alláh csak az igaz hitet tekinti”. Ezzel akart véget vetni az arabok társadalmi életét meghatározó, felsőbbrendűségi szemléletnek és egyúttal, a törzsek folytonos torzsalkodásának is. Ezzel az összes muszlim törzsi, faji és nemzetiségi egyenlőségét hirdette, és az iszlám hit segítségével egy nemzettestté kovácsolta az arab törzseket. Germanus Gyula orientalista szerint "Forradalmár volt, de tudta, hogy a forradalom csak a régi hagyományok felhasználásával és a tömeg lelkiségének és anyagi érdekének együttes irányításával lehet sikeres.".
632. június 8-án, 62 éves korában halt meg, legkedvesebb felesége, Ajsa ölében. Ahol meghalt, Ajsa házában ástak neki sírt és ott is temették el. Ez a mai Al-Masjid al-Nabawi mecset, a "Próféta Kupolája".

## A történelmi Mohamed
Valójában alig rendelkezünk valódi tényanyaggal Mohamed személyét illetően. Nincsenek ráutaló érmék a medinai évekből, sem régészeti leletek, melyek Mekkából vagy Medinából előkerülve utalhatnak rá. Az egyetlen kivétel a Medinai alkotmány, de ennek is csak egy későbbi, javított formája áll rendelkezésre. Még a Korán sem említ olyan epizódokat, amelyből működési helye, vagy kortársaival való érintkezése azonosítható lenne. Emellett sem a Korán, sem a Mohamed mondásaiból készített gyűjtemény, a Hadísz olyan kézirata nem ismert, amelyik közel esne Mohamed idejéhez. Minden esetben 100-200 évvel későbbi másolatokat találhatunk, amiket addig, amíg feljegyzésre kerültek, a szájhagyomány őrzött. Noha az iszlám tradíció szerint ezeket pontosan és változatlan formában őrizte meg az emlékezet, mégis valójában teljesen életidegennek tetszik, hogy évszázadokon át továbbadott történetekről hitelesen kimondhassuk, hogy semmit sem változtak a generációk alatt. Amit viszonylagos bizonyossággal tudhatunk, az néhány közel korabeli töredékben maradt ránk. Ezekből azonosítható egy felemelkedő vallási mozgalom, mely Arábiából ered, és vezéralakja Mohamed lehetett.
Az említett 7. századi források Mohamed és közvetlen utódainak korára tehetők.
- A „szír töredék” néven ismert írás a 630-as évekből származik, és hivatkozik „Mohamed arabjaira”, akik legyőzték a bizánci sereget.
- Egy töredék, amit Tamás presbiternek, egy iraki jakobita kereszténynek tulajdonítanak, szintén említi Mohamed arabjait, akik győzedelmeskedtek Bizánc fölött.
- Szebeosz örmény püspök a 660-as években írt látszólag mint szemtanú Mahmetről (Mohamed), aki arra tanította Izmael leszármazottjait, hogy ismerjék fel Ábrahám Istenét.
- Egy görög nyelvű szöveg, a „Jákób tanítása” említ egy hamis prófétát (mivel az igaz próféták nem karddal jönnek), aki az arabok vezére, és valamilyen zsidó messiási mozgalmat vezet.

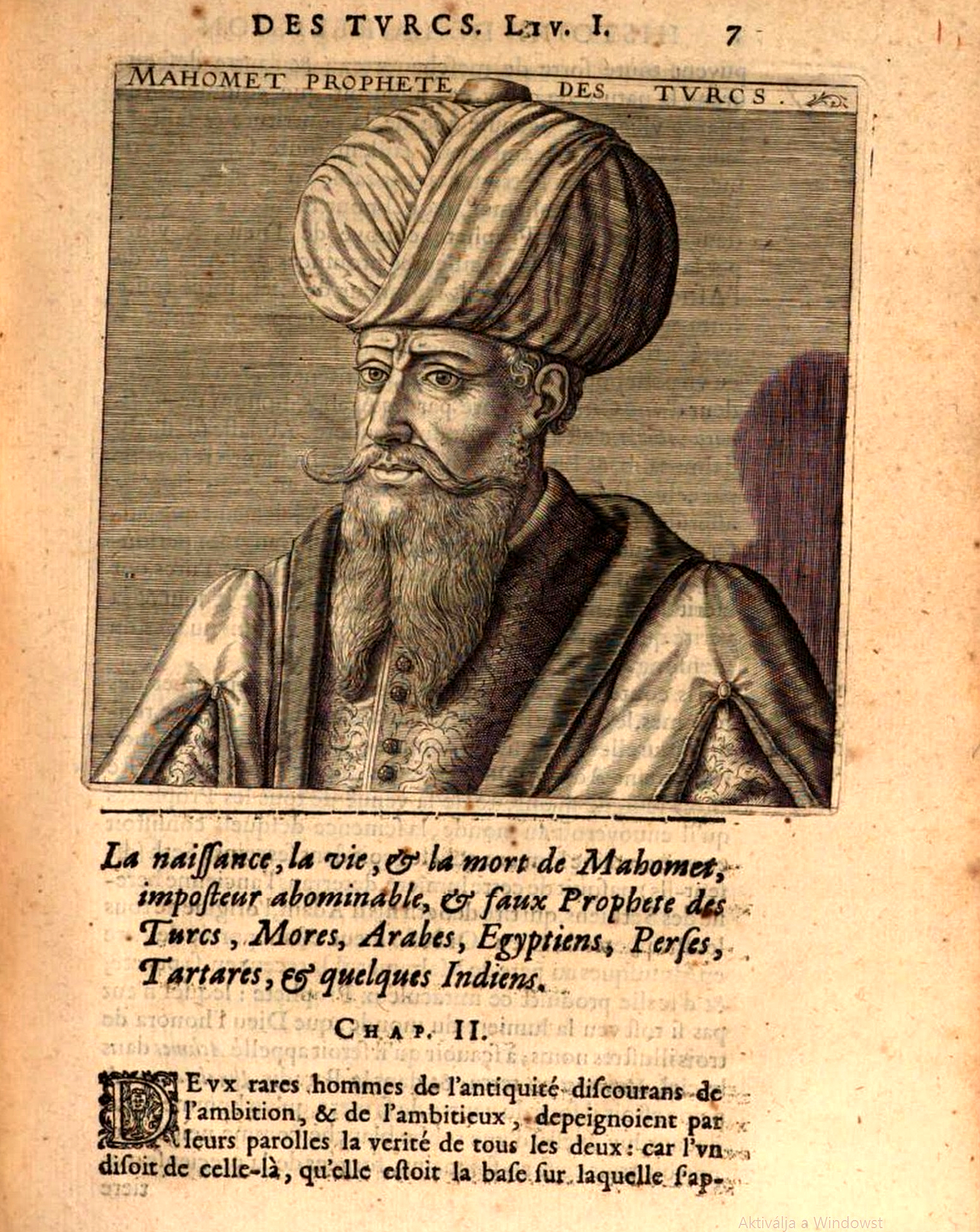
Mohamed próféta, illusztráció az Histoire générale de la religion des Turcs című műből, 1625

Az ismert történetek leghitelesebb forrása Ibn Isak írása, mely mintegy száz évvel Mohamed halálát követően született, és a Mohamed életére vonatkozó történetek gyűjteményét tartalmazza. Ám ennek eredetije sem ismert, csupán későbbi – még száz évvel későbbi – másolatait birtokoljuk. Mégis Ibn Isak feljegyzései tekinthetők leginkább autentikusnak Mohamed személyét illetően.
A hívők úgy tartják, hogy mielőtt elkezdődött volna számára az Istentől kapott küldetése, ő is csak egy volt a mekkaiak közül, így életének azon szakaszából igen kevés részlet ismert. A Koránban ugyan van egy a 47. szúra, mely a Muhammad (سُـورَة مُـحَـمَّـد) címet viseli, ez magáról a Próféta küldetéséről szól, és tagadja a mekkaiak vádját, miszerint Mohamed saját maga találta ki a látomásaiban elhangzottakat.
Egy hívő muszlim számára a Korán az útmutatás, azonban hasonlóan fontos a Próféta életének minden mozzanata, hisz a tökéletes muszlimot maga Mohamed testesíti meg. Így már a Próféta életében elkezdődött a hadíszok (eredeti jelentése: közlés), megosztása az újonnan áttértekkel, bár ez a "mozgalom" a Próféta halála után hódított magának nagyobb jelentőséget, mivel az iszlám egyre nagyobb területet tudhatott magáénak, a kalifák hódításainak köszönhetően (kiváltképp Omár volt sikeres a korai időkben).
A hadísz lehet egy Próféta által végbevitt cselekedet, vagy egy más által végbe vitt cselekedet, mely az Ő jelenlétében történt, vagy egy Mohamed próféta által tett kijelentés írásos formája. A hadíszoknak adományozói vannak, ilyen például maga Ajsa, a Próféta legkedvesebb felesége, akinek 1700 hadísz köszönhető. Továbbá híres adományozók még: az üzbég al-Bukhari, vagy az iráni Muszlim. A hadíszokat később ll. Omár kalifa parancsára könyvbe gyűjtötték össze, ez lett a Szunna. A kalifa által megbízott történész, az-Zuhri széltében-hosszában beutazta az iszlám világot, hogy összegyűjthessen minél több hadíszt. Ezután bonyolult szabályrendszert hoztak létre annak érdekében, hogy több további hiteles hadíszt lehessen gyűjteni. Sokak számára életidegennek tűnhet, hogy évszázadokon át továbbadott történetekről hitelesen kimondható legyen, hogy semmit sem változtak a generációk alatt. Így nem véletlen, hogy a hadíszoknak besorolása van, melynek kategóriái a következők:
- Hiteles (szahih), igaz
- Jó (hasszán), nagy valószínűséggel igaz
- Gyenge (daif), nem lehet igaznak tekinteni, hacsak más hagyományok nem erősítik meg

A kategóriák csökkenő sorrend szerint lettek felállítva, így a hadíszok legnagyobb csoportját a hiteles hadíszok alkotják. Ezekre a besorolásokra azért volt szükség, mert az idő múlásával a világ különböző pontjain különböző hadíszok jelentek meg, melyek szájhagyomány útján terjedtek. Sokak saját kényük kedvük szerint találtak ki hadíszokat, ezzel alátámasztva a saját maguk által generált mozgalmakat, teológiai vitákat.
A Próféta után igen sok tárgyi lelet maradt fent, melyek közül nemigen találhatunk kimondottan régészeti leleteket, hiszen kortársai a halála után megőrizték tárgyait, melyeket aztán a hívők (kiváltképp vezetőik) örökletes módon muszlimról muszlimra adtak tovább. Mohamed próféta emlékei ma is megtekinthetők az iszlám világ számos pontjain. Egyes helyek nem muszlimok számára is megtekinthetők, ilyen például az isztambuli Topkapı palota egyik terme (Pavilion of the Holy Mantle and Holy Relics). A termet maga II. Mehmet szultán építette, és az emlékek már abban az időben is a Oszmán szultanátus tulajdonában álltak. A világon ez az egyik legjelentősebb gyűjtemény.